# Thyasophila laticollis
Thyasophila laticollis är en skalbaggsart som beskrevs av Thomas Casey 1893. Thyasophila laticollis ingår i släktet Thyasophila och familjen kortvingar. Inga underarter finns listade i Catalogue of Life.